# سانی

سانی شهری در شهرستان اوری در استان باله در بورکینافاسوی جنوبی است و جمعیت آن ۱۴۳۴ نفر است.